# フリーデン計算機社
フリーデン計算機社（Friden Calculating Machine Company、Friden, Inc.）は、タイプライターと機械式計算機、後に電卓を製造していた米国のメーカー。
1934年、カール・フリーデンによってカリフォルニア州サンレアンドロに設立された。

## 歴史

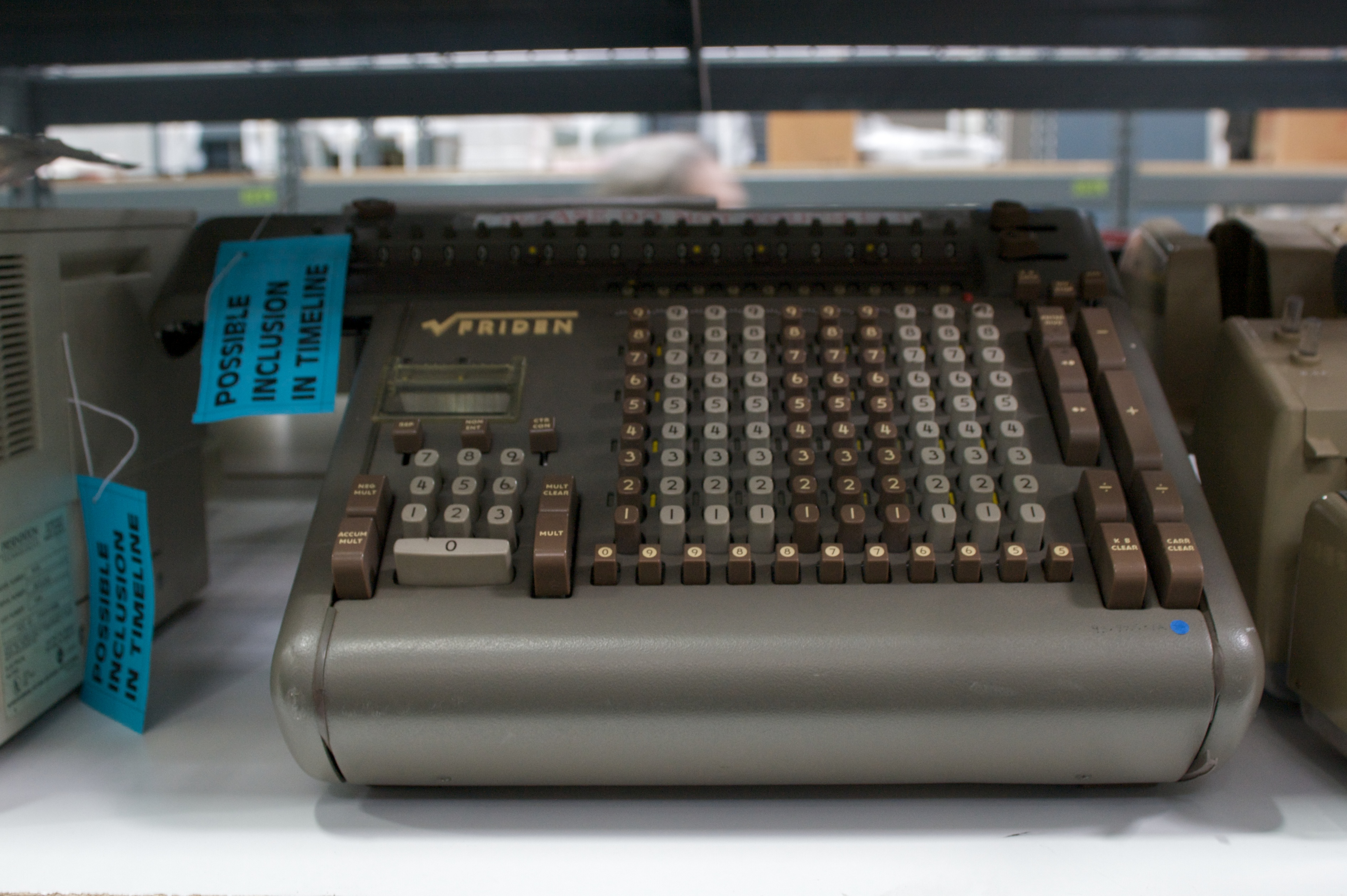
フリーデン社製計算機

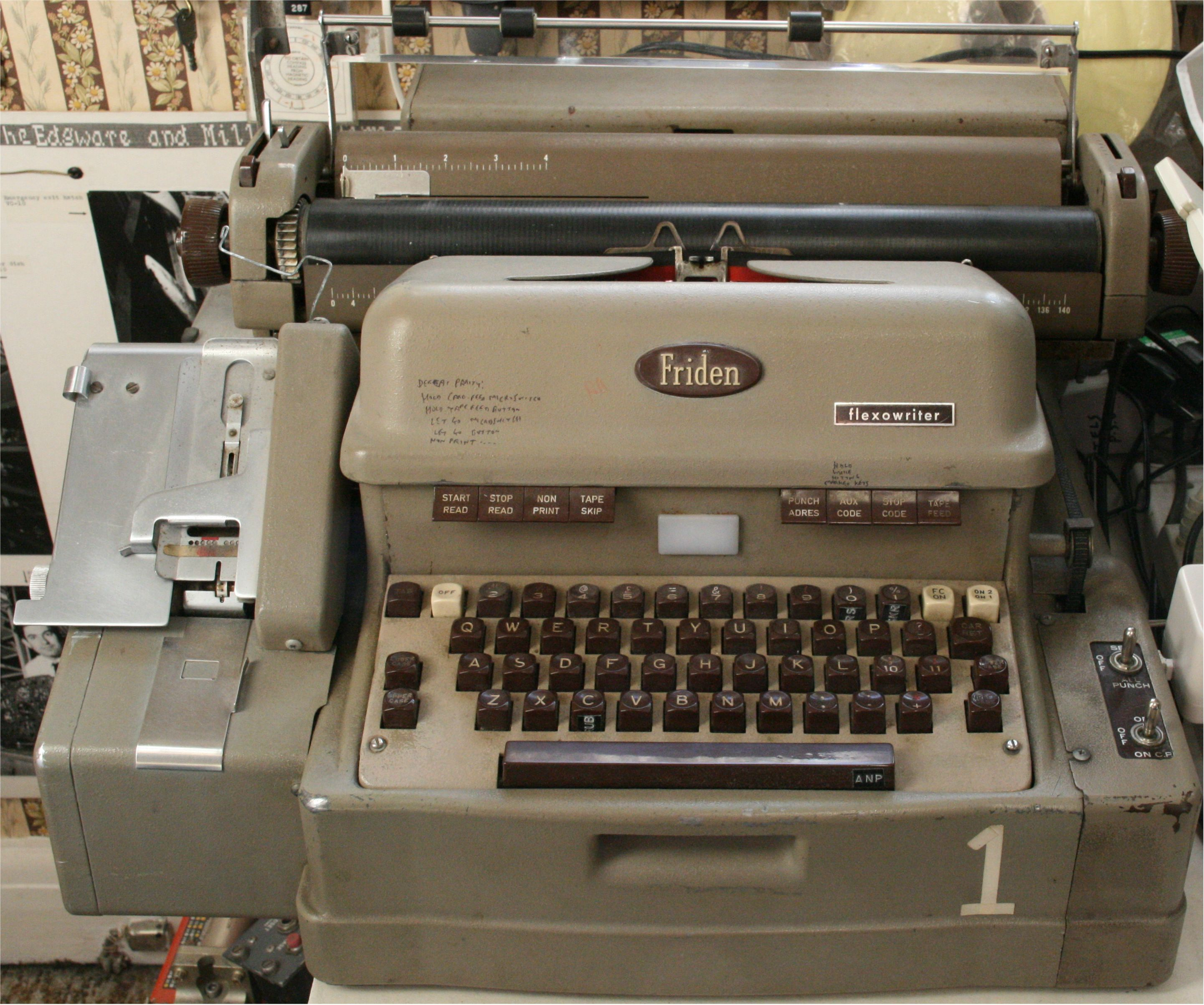
フレクソライター（Flexowriter）

1957年、フリーデンはニューヨーク州ロチェスターのCommercial Controls Corporationを買収した。
フレクソライター・テレプリンターは、第二次世界大戦中に海軍省が開発した部隊記録装置の一部として使用され、戦死した軍人の遺族に宛てた「遺憾ながらお知らせします」という手紙を自動作成できる電気タイプライターで、現代のコンピューターの前身となるものである。フレクソライターは、フリーデンの電卓に取り付けてさん孔テープで駆動し、顧客名や請求金額が自動的に記入された請求書などのフォームレターを作成することができた。やがてフリーデンは、初期のトランジスタ式コンピュータを数機種生産するようになる。
フリーデンは1963年6月、Robert "Bob" Appleby Ragenの設計による初の完全トランジスタ式デスクトップ電子計算機、モデルEC-130を発表した。この機械は13桁の容量と5インチのブラウン管ディスプレイを備えていた。高価なトランジスタを節約するため、磁歪式遅延線メモリを使用した。EC-130は2,200ドルで販売され、当時の同種の電気機械式計算機の約3倍の価格であった。複雑な計算で演算順序を指定するための括弧が不要な逆ポーランド記法（RPN）を初めて採用した電卓であった。1965年4月に登場した後継機種EC-132では、平方根の機能が追加された。
1965年にシンガー社に買収されたが、1974年までフリーデンのブランド名で操業を続けた。
カリフォルニア州オークランドにあったシンガー - フリーデン研究所（後にカリフォルニア州パロアルトに移転）は、1971年にインテル4004をベースにしたビジコン、1972年にカシオミニ、シャープEL-805といった対応する日本の新製品に対抗するポケットサイズの計算機を開発することができなかった。